# Зибен, Вильгельм
Вильгельм Зибен (нем. Wilhelm Sieben; 29 апреля 1881, Ландау-ин-дер-Пфальц — 23 августа 1971, Мюнхен) — немецкий дирижёр.
Сын юриста и флейтиста-любителя Адольфа Зибена. С 1898 года изучал право в Мюнхенском университете, но в силу любви к музыке в 1900 году поступил в Мюнхенскую академию музыки, где учился у Йозефа Райнбергера и Людвига Тюйе. В 1903—1904 гг. осваивал скрипичное искусство в Праге под руководством Отакара Шевчика, затем вернулся в Мюнхен и в 1905 году завершил занятия в академии, получив диплом скрипача в классе Феликса Бербера.
С 1905 года преподавал в своей alma mater, с 1916 года профессор. 1918 года занимался преподавательской работой, одновременно возглавлял струнный квартет, специализировавшийся на произведениях молодых композиторов. В 1918 году по рекомендации Бруно Вальтера получил должность дирижёра в Кёнигсберге. Затем в 1920—1951 гг. главный дирижёр Дортмундского филармонического оркестра, с 1937 года генеральмузикдиректор Дортмунда. Одновременно в 1925—1926 гг. возглавлял Королевский филармонический оркестр Стокгольма. В декабре 1938 года заменил в оркестре театра Ла Скала Эриха Клейбера, отказавшегося дирижировать из-за принятых театром антисемитских ограничений. В сезоне 1942—1943 гг. в очередь с Карлом Шурихтом дирижировал серией концертов Берлинского филармонического оркестра из произведений Роберта Шумана. С 1951 года на пенсии.